# Wind River Peak
Wind River Peak je s nadmořskou výškou 4 021 metrů nejvyšší hora jižní části pohoří Wind River Range. Nachází se v Sublette County a Fremont County, ve středo-západním Wyomingu.
Wind River Peak je třetí nejvyšší horou ve Wyomingu s prominencí vyšší než 500 metrů.
Přes vrchol prochází Velké kontinentální rozvodí. Západní svahy hory jsou součástí národních lesů Bridger-Teton National Forest, východní náleží k Shoshone National Forest. Na severním svahu hory se nachází ledovec.